# Fritz Rasp
Fritz Rasp est un acteur allemand né le 13 mai 1891 et mort le 30 novembre 1976. Il a tourné dans plus de 100 films.

## Filmographie partielle
- 1916 : Le Palais de la chaussure Pinkus d'Ernst Lubitsch
- 1923 : Der Mensch am Wege de William Dieterle
- 1923 : Le Montreur d'ombres d'Arthur Robison
- 1925 : Ein Sommernachtstraum de Hans Neumann
- 1926 : Canard sauvage (Das Haus der Lüge) de Lupu Pick
- 1927 : Metropolis de Fritz Lang
- 1927 : L'Amour de Jeanne Ney de Georg Wilhelm Pabst
- 1929 : Le Journal d'une fille perdue de Georg Wilhelm Pabst
- 1929 : La Femme sur la Lune de Fritz Lang
- 1931 : Émile et les Détectives de Gerhard Lamprecht
- 1931 : Le Traître de Karel Lamač et Martin Frič
- 1931 : Tropennächte de Leo Mittler
- 1939 : Pages immortelles de Carl Froelich
- 1955 : Feu magique de William Dieterle
- 1955 : Le Trompette (Der Cornet - Die Weise von Liebe und Tod) de Walter Reisch
- 1959 : La Grenouille attaque Scotland Yard d'Harald Reinl
- 1960 : Scotland Yard contre le masque (de) d'Harald Reinl
- 1962 : L'Orchidée rouge d'Helmuth Ashley
- 1962 : Bataille de polochons (Das schwarz-weiß-rote Himmelbett) de Rolf Thiele
- 1965 : On murmure dans la ville (Dr. med. Hiob Prätorius) de Kurt Hoffmann
- 1975 : Lina Braake fait sauter la banque de Bernhard Sinkel